# Zaboloto, Busk
Zaboloto (în ucraineană Заболото) este un sat în comuna Toporiv din raionul Busk, regiunea Liov, Ucraina.

## Demografie
Componența lingvistică a localității Zaboloto
     Ucraineană (100%)
Conform recensământului din 2001, toată populația localității Zaboloto era vorbitoare de ucraineană (100%).